# 800超級控股
800超級控股有限公司，簡稱800超級控股（英語：800 Super Holdings Limited，SGX：5TG），在1986年由李過洋創立專門在新加坡廢物管理事例，總裁為Lee Cheng Chye。
而總部位於17a Senoko Way, Singapore 758056。股份在2011年7月15日於新加坡交易所凱利板上市。招股價為0.22坡元，發售股份為32,214,000股，集資額為530万坡元。

## 連結
- 800super.com.sg（页面存档备份，存于）